# Micro-história
A micro-história é um gênero historiográfico surgido  com a publicação, na Itália, da coleção "Microstorie", sob a direção de Carlo Ginzburg e Giovanni Levi, pela Editora Einaudi, entre 1981 e 1988. Vem sendo praticada principalmente por historiadores italianos, franceses, ingleses e estadunidenses, com ênfase no papel desempenhado pelos primeiros, na importância da revista "Quaderni Storici" e no sucesso da referida coleção "Microstorie".
A sua proposição de análise histórica defende uma delimitação temática extremamente específica por parte do historiador (inclusive em termos de espacialidade e de temporalidade), mas não se reduz apenas a isto.
Numa escala de observação reduzida, a análise desenvolve-se a partir de uma exploração exaustiva das fontes, envolvendo a descrição etnográfica e tendo preocupação com uma narrativa histórica que se diferencia da narrativa literária porque se relaciona com as fontes. Contempla temáticas ligadas ao cotidiano de comunidades específicas — geográfica ou sociologicamente —, às situações-limite e às biografias ligadas à reconstituição de microcontextos ou dedicadas a personagens extremos, geralmente figuras anônimas, que passariam despercebidas na multidão .
Surgida a partir dos debates relacionados com os rumos que a chamada Escola dos Annales deveria tomar, esta nova corrente historiográfica foi mal compreendida por ser tomada como história cultural ou confundida com a história das mentalidades e com a história do cotidiano. Historiadores apontam a micro-história como a expressão típica de uma história descritiva, de viés marcadamente antropológico, que renunciou ao estatuto científico da disciplina e invadiu o território da literatura. Dessa forma, rompe de vez as fronteiras da narrativa histórica com o ficcional.
O livro A herança imaterial: trajetória de um exorcista no Piemonte do século XVII, chama a atenção de que tais análises estão equivocadas, pois apesar de produzirem resultados interessantes, o recorte em micro-história deve ser temático e, mesmo assim, relacionado com um assunto mais amplo. O autor assinala que a micro-história deveria servir como um "zoom" em uma fotografia. O pesquisador observa um pequeno espaço bastante ampliado, mas, ao mesmo tempo, tendo em conta o restante da paisagem, apesar de não estar ampliada.

## A micro-história no Brasil
No Brasil, ainda são poucos os historiadores que se dedicam à reflexão teórica ou mesmo à prática da micro-história. Destacam-se os nomes de Ronaldo Vainfas, autor de Traição: um jesuíta a serviço do Brasil holandês processado pela inquisição e Boris Fausto, autor de O crime do restaurante chinês: carnaval, futebol e justiça na São Paulo dos anos 30. Outro estudo aprofundado sobre o tema foi desenvolvido pelo historiador Henrique Espada Lima em sua obra: "A micro-história italiana: escalas, indícios e singularidades". Nessa obra Lima expõe o contexto no qual a micro-história italiana foi criada, suas relações com outras disciplinas como Antropologia, Geografia, Demografia, além das influências sofridas pela história social inglesa e pela historia dos Annales francesa e a revista Quaderni Storici delle Marche. Entretanto o autor lembra que apesar dos historiadores italianos importarem essas discussões de outros países, eles também tinham as suas preocupações em desenvolver na Itália estudos acerca da Idade Moderna italiana diferente dos estudos até então realizados que eram embasados na história "ética-política" e no marxismo.

## Autores
Entre os autores que se dedicaram à produção da micro-história citam-se:
- Alain Corbin
- Alfred F. Young
- Carlo Ginzburg (O Queijo e os Vermes) (1976)
- Craig Harline
- David Sabean
- Emmanuel Le Roy Ladurie
- Eduardo Grendi
- Giovanni Levi (A herança imaterial: trajetória de um exorcista no Piemonte do século XVII)
- Jacques Revel
- Jonathan D. Spence
- Judith Brown (Atos impuros)
- Luiz Mott
- Mark Kurlansky
- Natalie Zemon Davis (O Retorno de Martin Guerre)
- Osvaldo Raggio
- Ronald Hutton
- Sigurður Gylfi Magnússon
- Stella Tillyard
- Theo van Deursen
- Wolfgang Behringer